# Clenbuterol

Clenbuterol

Clenbuterol är en substans framtagen för att underlätta andningen för astmatiker. Den används även olagligt som dopingpreparat på människor och djur.
Den kemiska formen är (RS)-1-(4-amino-3,5-dikloro-fenyl)-2-(tert-butylamino)etanol.